# Geoffrey Paish
Geoffrey Lane Paish (Croydon, 2 gennaio 1922 – 3 febbraio 2008) è stato un tennista britannico.

## Biografia
Nato in una famiglia di sportivi, lo zio Percy era un allenatore di tennis che ha seguito il campione John Bromwich, il nonno materno Billy Lane e lo zio Freddie Lane erano dei fantini. Durante la seconda guerra mondiale si è arruolato nei RAF. Si è sposato nel 1946 con Sylvia da cui ha avuto due figli uno dei quali, John, ha intrapreso a sua volta la carriera da tennista.

## Carriera
A causa del conflitto mondiale ha fatto l'esordio a Wimbledon solo nel 1946, da quel momento è sceso in campo sull'erba londinese per diciannove anni consecutivi. I risultati migliori li ha ottenuti nel doppio raggiungendo tre volte i quarti di finale nel doppio maschile e cinque nel doppio misto.
Ha fatto parte della squadra britannica di Coppa Davis in nove edizioni a partire dal 1947 vincendo diciassette incontri e perdendone ventitré.